# Ministeri per la Protecció del Medi Ambient i el Desenvolupament Regional de Letònia
El Ministeri per la Protecció del Medi Ambient i el Desenvolupament Regional de Letònia (en letó: Latvijas Republikas Vides aizsardzības un reģionālās attīstības ministrija) és el departament principal del govern de Letònia responsable de la protecció del medi ambient, la planificació del desenvolupament i coordinació regional i seguiment del desenvolupament municipal així com la gestió de la terra i autoritat en l'aplicació de l'execució dels serveis estatals i municipals, es va establir el 1993. El ministeri consta de quinze institucions subordinades i un departament independent.
El ministeri està encapçalat pel polític nomenat Ministre de la Protecció del Medi Ambient i el Desenvolupament Regional. Des del 5 de novembre de 2014 és Kaspars Gerhards, sota el Segon Gabinet Straujuma.